# Paragorgia kaupeka
Paragorgia kaupeka is een zachte koraalsoort uit de familie Paragorgiidae. De koraalsoort komt uit het geslacht Paragorgia. Paragorgia kaupeka werd in 2005 voor het eerst wetenschappelijk beschreven door Sánchez. 